# I. Henrik guise-i herceg
I. Henri de Guise (1550. december 31. – Blois, 1588. december 23.) Joinville hercege (prince), majd Guise hercege (duc), Eu grófja, Franciaország pairje és nagymestere, a francia vallásháborúk katolikus pártja és a Katolikus Liga vezéregyénisége volt. Egy 1575-ben szerzett arcsérülése után Sebhelyesnek (Balafré) nevezték.

## Ifjúsága

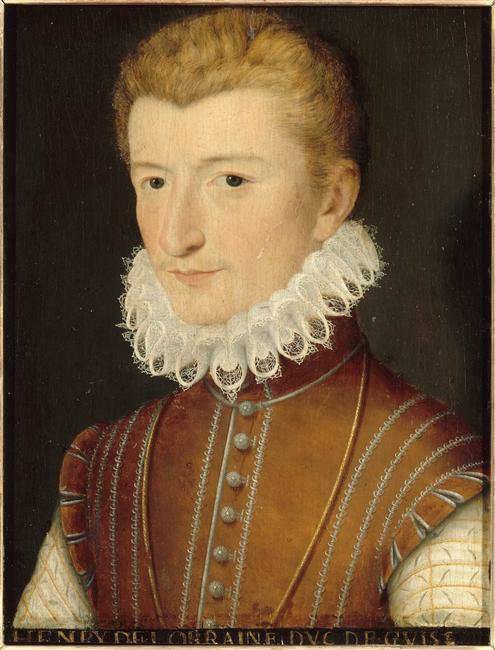
Az ifjú herceg portréja

François de Guise, a jeles hadvezér és Anne d’Este elsőszülött fia volt. Apja nagy befolyással rendelkezett II. Henrik, II. Ferenc és IX. Károly udvarában, és az 1562-ben kezdődő vallásháborúkban a katolikus párt fővezére lett. Győzelmei ellenére 1563. február 18-án, miközben a hugenotta kézen levő Orléans ostromát vezette, egy protestáns nemes meggyilkolta. Henri, a még kiskorú új herceg testvéreivel együtt nagybátyjuk, Charles lotaringiai bíboros és reims-i érsek gyámsága alá került, aki gondoskodott a neveltetéséről. Az ifjú Guise-t katonai pályára szánták, ezért 1565-ben Magyarországra utazott, hogy harcoljon a törökök ellen.
Hazatérve, immár nagykorúan arra készült, hogy a bíboros nagybácsitól átvehesse a katolikus tábor vezetését. Anjou hercege, a későbbi III. Henrik oldalán kitűnt a hugenották elleni harcokban, különösen a Coligny admirális ellen 1569. március 13-án kivívott jarnaci és az október 4-i moncontouri győzelemben. Az ambiciózus herceg nagybátyja támogatásával ekkortájt megpróbált benősülni a királyi házba: választottja IX. Károly húga, Valois Margit lett volna, ám Medici Katalin anyakirályné megakadályozta a frigyet.

## Szent Bertalan éjszakáján
Elképzelhető, hogy ő adott parancsot 1572. augusztus 22-én az atyja halálával kapcsolatban gyanúba keveredett Coligny elleni merényletkísérletre, bár ebben az időben még nagybátyjaié, a bíborosé és II. Claude aumale-i hercegé volt a döntő szó a Guise-házban. Mindenesetre augusztus 24-én, Szent Bertalan éjszakáján a hugenotta vezetők megölésére indított csapatok élén állt Aumale hercegével együtt. Egyes szemtanúk emlékezései szerint örömmel nézte végig Coligny holttestének defenesztrációját (az ablakon át az utcára hajítását), majd bele is rúgott az admirális földi maradványaiba. Eztán a Szajna déli partján lakó hugenotta vezetők – elsősorban I. Gabriel de Montgomery, II. Henrik hajdani, vétlen gyilkosa – után indult, de azok egy őrizetlen kapun keresztül meg tudtak menekülni. Guise csak augusztus 25-én tért vissza, eredménytelenül.

## A Katolikus Liga élén
A katolikus párizsi nép által bálványozott Guise hamarosan a katolikus párt valódi fejévé vált, főleg, miután 1574-ben elhunyt bíboros nagybátyja. 1575-ben immár III. Henrik mellett harcolva részt vett a lázadó trónörökös, Ferenc alençoni herceg ellen vívott dormans-i ütközetben, ahol névadó arcssérülését szerezte. A protestánsok irányába túlzottan engedékenynek tartott beaulieu-i ediktum hatására létrejött Katolikus Ligában hamarosan átvette a főszerepet, és ilyen minőségben 1582-ben ő kötötte meg II. Fülöp spanyol királlyal a joinville-i szerződést, melyben utóbbi a Liga pénzügyi támogatására tett ígéretet. 1585-ben nagyrészt az ő nyomására köttetett meg a nemours-i egyezmény, melyben Henrik visszavonta korábbi engedményeit. Az ismét kitörő konfliktusban Henri szép sikereket aratott az 1587. október 26-án vívott vimoryi és az ugyanez év november 24-én lezajlott auneau-i csatában.
Ekkortájt vált nyilvánvalóvá, hogy a gyermektelen III. Henrik, akinek fivérei sem maradtak életben, Navarrai Henriket, a hugenotta tábor vezetőjét kívánja utódjává tenni – amire származása alapján jogosult is volt. A katolikus tábor felháborodása határtalan volt, és Guise, noha a király kitiltotta a fővárosból, 1588. május 12-én bevonult Párizsba, és a „barikádok napjának” nevezett népfelkelés élére állt. Ezzel összhangban május 29-én II. Fülöp megindította Legyőzhetetlen Armadáját a protestantizmus bástyája, I. Erzsébet Angliája ellen. A meggyengült helyzetű francia király július 15-én kénytelen volt aláírni a Ligával kötött egyesülési ediktumot.

## Bukása

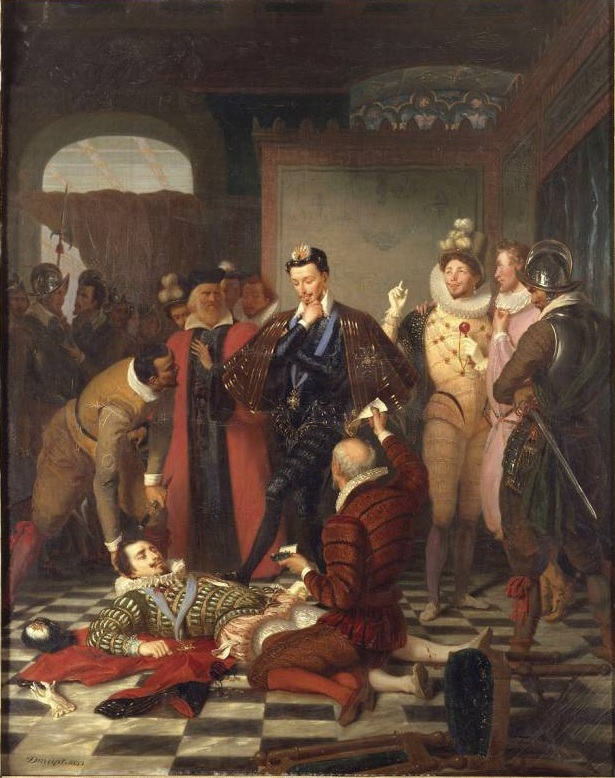
A Guise-gyilkosség 19. századi, erősen romantikus ábrázolása

A francia hadak főparancsnokává (lieutenant général) kinevezett Guise herceg sikereinek tetőpontján állt, egyesek már-már királyként éltették. Ilyen helyzetben ült össze október 2-án a rendi gyűlés Blois-ban, mely szembesült az Armada augusztusi pusztulásával, de továbbra is a katolikus pártiak voltak benne többségben. III. Henrik, érezve, hogy mind kevesebb hatalommal rendelkezik, december 23-án magához hívatta Guise-t, és személyi testőrségével, a „negyvenötökkel” meggyilkoltatta. Tetemét a király utasítására Richelieu kapitánynak (a későbbi Richelieu bíboros édesapjának) felügyelete mellett, a hóhér még ott helyben, a palotában feldarabolta, oltatlan mészben elégette, hamvait pedig a Loire-ba szórta. Ugyanekkor letartóztatták fivérét, Louis lotaringiai bíborost, Reims érsekét, illetve fiát, Charles-t. Az érsekkel másnap szintén végeztek cellájában, hasonló módon.
III. Henrik nagy hibát követett el a gyilkosságokkal. Hatalma nemhogy megszilárdult volna, de az anarchia még jobban elharapózott, ez végül oda vezetett, hogy a következő évben egy fanatikus katolikus meggyilkolta magát a királyt. A Guise-ek ügyét elsősorban öccse, Charles, Mayenne hercege, kisebb részben a meggyilkolt Henri börtönből szabadult fia, Charles de Guise vezette tovább. Oldalukon Spanyolország hamarosan haderővel is bekapcsolódott a háborúba.

## Házassága, utódai

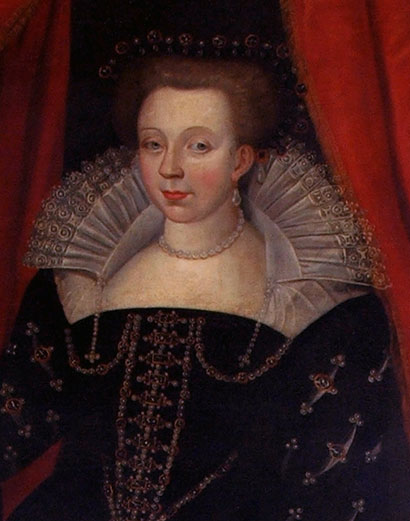
felesége, Klevei Katalin (Catherine de Clèves)

Miután Valois Margit feleségül vételéhez fűzött reményeivel kénytelen volt felhagyni, Catherine de Clèves-t vette veleségül, I. François de Clèves nevers-i herceg, eu-i és retheli gróf és Marguerite de Bourbon – Antoine de Bourbon és Louis de Condé testvére – lányát, Eu örökösét. (Férjével közösen építették 1578-tól az eu-i kastélyt.) Catherine, noha tudhatóan folytatott házasságtörő viszonyt, messzemenően támogatta férjének politikáját, halála után pedig a bosszút követelők táborának legjelentősebb tagjai közé tartozott. Befolyását csak XIII. Lajos idején vesztette el végleg Richelieu bíborosnak köszönhetően. Számos gyermekük született, de csak kevesen érték meg közülük a felnőttkort:
- Charles (1571–1640), Joinville és Guise hercege, Eu grófja;
- Henri (1572–1574), gyermekként halt meg;
- Catherine (1573), csecsemőként halt meg;
- Louis (1575–1621), Guise bíborosa, Reims érseke;
- Charles (1576), csecsemőként halt meg;
- Marie (1577–1582), gyermekként halt meg;
- Claude (1578–1657), Chevreuse hercege, Auvergne kormányzója, 1622-től Marie de Rohan-Montbazon hercegnő második férje.
- Catherine (1579 – ?), fiatalon halt meg;
- Christine (1580), csecsemőként halt meg;
- François (1581–1582), csecsemőként halt meg;
- Renée (1585–1626), a reims-i Szent Péter-zárda apátnője;
- Jeanne (1586–1638), a jouarre-i zárda apátnője;
- Louise Marguerite (1588–1631), 1605-től François de Bourbon-Conti herceg, annak 1614-es halála után François de Bassompierre herceg felesége;
- François Alexandre (1589–1614), Guise lovagja.